# HOT 군마 640
HOT 군마 640(ほっとぐんま640)은 NHK 종합 텔레비전에서 방영되고 있는 NHK 마에바시 방송국에 유일한 TV 로컬 뉴스 프로그램이다.

## 방송 소개
2012년 4월 2일에 첫방송되어 유일한 NHK 마에바시 방송국에 TV 프로그램으로 도쿄도 NHK 방송 센터의 수도권 네트워크 방송 후 저녁 6시 40분에 20분이라는 짧은 시간이지만 마에바시시를 비롯한 군마현 지역의 뉴스와 정보를 전달한다.

## 방송 시간
- 월 ~ 금 오후 6시 40분 ~ 7시(20분)

비고
- 18:10부터의 30분간은 계속해 "수도권 네트워크"를 도쿄에서 방송.
- 공휴일과 겹쳤을 경우는 휴지되어 18:45 - 18:58.55에 도쿄로부터 " 뉴스 645(관동지방·야마나시현 전용)을 방송.
- 현내 관련의 큰 뉴스가 들어갔을 때의 대응은 미정.
- 2018년 5월 1일 2일은 평일이었지만 휴지가 되어, "수도권 네트워크"를 18:52까지 확대 넷(실질적으로는 전국 기상 정보 종료의 18:54까지).18:54 -18:58.55에 본 프로그램 휴지 대체의 현내 뉴스·기상 정보를 방송했다(이즈미등은 출연하지 않고, 리포터의 관구가 담당).